# هیکی هیروونن
هیکی هیروونن (فنلاندی: Heikki Hirvonen; ۸ فوریهٔ ۱۸۹۵ – ۱۹ اوت ۱۹۷۳) ورزشکار دوگانه اهل فنلاند بود.